# Мальє
Мальє (італ. Maglie, сиц. Maje) — муніципалітет в Італії, у регіоні Апулія, провінція Лечче.
Мальє розташоване на відстані близько 530 км на схід від Рима, 165 км на південний схід від Барі, 29 км на південний схід від Лечче.
Населення — 14 532 особи (2014).

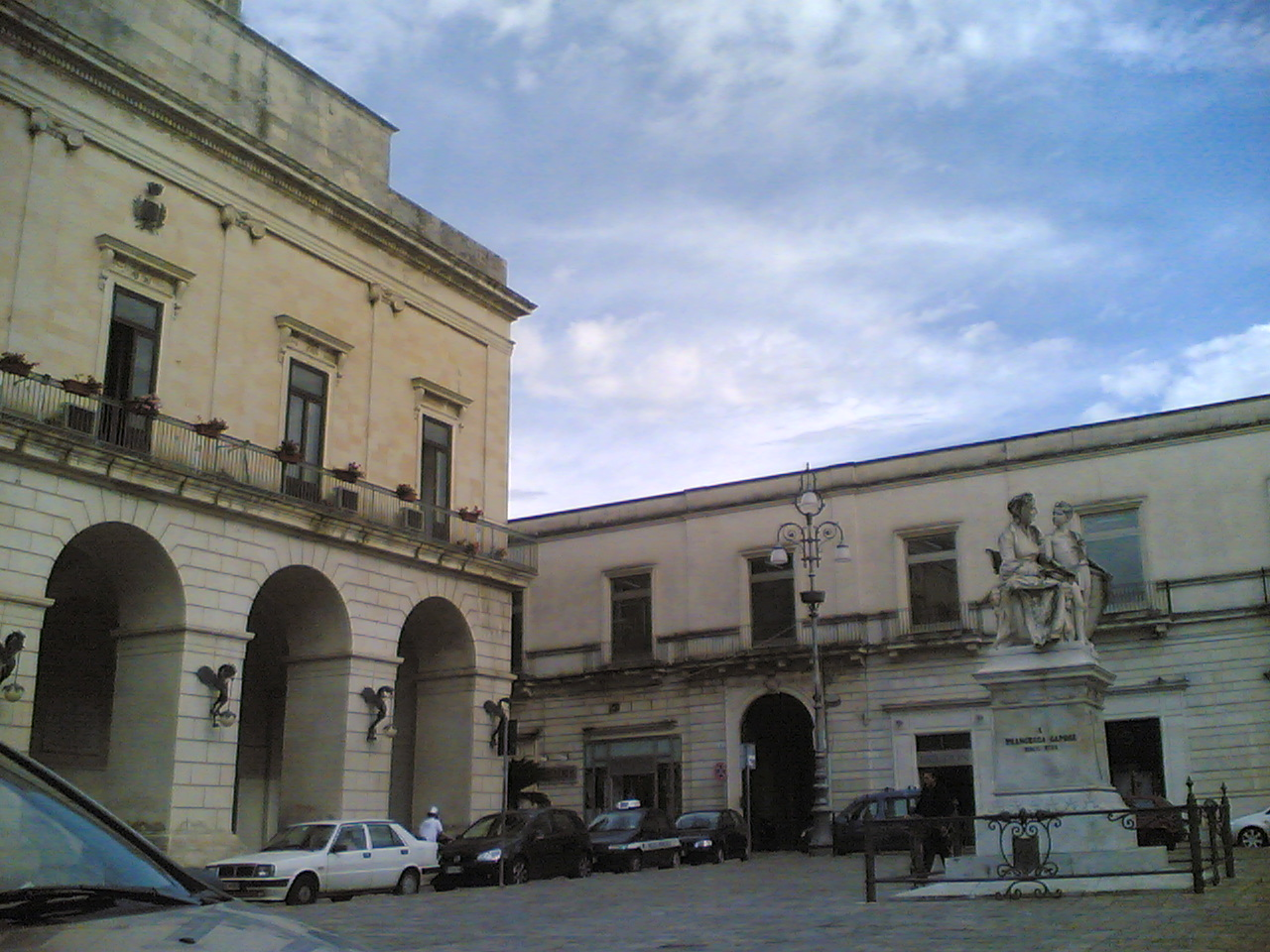

Щорічний фестиваль відбувається 9 травня. Покровитель — святий Миколай.

## Демографія
Населення за роками:

Станом на 1 січня 2023 року в муніципалітеті офіційно проживало 369 іноземців з 51 країни, серед них 125 громадян країн Євросоюзу та 7 громадян України.

## Сусідні муніципалітети
- Баньоло-дель-Саленто
- Курсі
- Кутрофьяно
- Мельпіньяно
- Муро-Леччезе
- Пальмаридж
- Скоррано